# Relations entre l'Inde et l'Iran

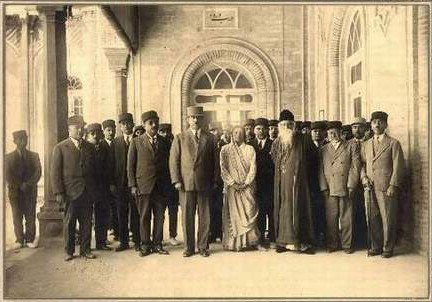
Rabindranath Tagore rencontrant des membres du Majles (Parlement) iranien.

Cet article décrit les relations entre l'Inde et l'Iran à travers les âges et aujourd'hui.

## Histoire

### Civilisations pré-aryennes
La civilisation de la vallée de l'Indus, historiquement la plus ancienne culture en Inde, était contemporaine de la civilisation proto-élamite d'Iran. La population de l'Indus avait des liens commerciaux avec une partie de l'Afghanistan, les régions côtières de l'Iran et l'antique civilisation de Mésopotamie. À Suse (ouest de l'Iran), on a déterré de la poterie ornementée semblable à celle de culture Kulli, au Nord-Ouest de l'Inde. On pense que la culture Harappa (autre nom de la culture de la Vallée de l'Indus) a importé de l'argent, du cuivre, de la turquoise et du lapis-lazuli de Perse et d'Afghanistan contre de l'ivoire. On pense aussi que les gens habitant l'Indus parlaient une langue dravidienne qui s'est ensuite répandue dans les régions voisines : au Balouchistan, Sud-Ouest du Pakistan et Sud-Est de l’Iran, les Brahui parlent une langue appartenant à la famille des langues dravidiennes.

### La Perse préislamique et la période de la civilisation védique
On pense que les langues de l'Inde appartenant à la famille indo-aryenne sont issues de la même source que les langues iraniennes, c'est-à-dire la famille des langues indo-iraniennes, elles-mêmes membres du groupe Satem des langues indo-européennes. Les Indo-iraniens étaient des nomades issus des steppes d'Asie centrale, probablement de la région de la vallée de l'Oxus, avant 2000 av. notre ère. Ils se faisaient appeler « aryens » d'où sont issus les mots « Iran » (en persan airyanam vaejo signifiant pays des aryens) et « Arya » en Sanskrit et en d'autres langues indiennes, qui signifie « noble ». L'Inde ancienne était connue sous le nom de aryavarta (royaume, domaine, des Aryens).
La civilisation aryenne pénétra au Nord-Ouest de l'Inde probablement vers 2000 avant notre ère.
Les Aryens apportèrent leur système patrilinéaire, l'adoration des dieux du ciel, l'emploi de chevaux et le chariot. La période védique débuta en Inde vers 1500 avant notre ère, avec comme livre le Rig-Véda, le plus ancien des Védas. Le Rigvéda se contait en sanscrit védique, très similaire à l'avestan, langue ancienne dans laquelle fut écrit le texte sacré Avesta des perses zoroastriens. Les Védas et l'Avesta semblent confirmer que les Aryens migrèrent depuis leur pays originel à cause d'une « inondation ». Dans le récit Védique, cette « inondation » était due à l'eau alors que l'Avesta fait état de neige et de glace. Selon les Écritures védiques, le survivant de cette inondation, Manu Satyavrata apparaît comme le progéniteur des Aryens en Inde. Ce récit a des similitudes évidentes avec le récit sémite du Grand Déluge avec Noé comme personnage central. Selon les traditions du Vendidad, les Aryens se répartissaient en quinze nations dont les Haptahindu, forme avestan du sanskrit Saptasindhu (sept fleuves) qui font référence à la région du sous-continent indien.
L’ancienne religion védique et le Zoroastrisme ont aussi beaucoup des choses en commun. On retrouve dans les Védas et les Gathas de l’Avesta l’adoration du feu, l'accomplissement de sacrifices (en sanscrit Yajna et en avestan Yasna) et le rôle important des prêtres ou Mages. Les mythes figurant dans la partie Yasht de l'Avesta ont probablement leurs racines dans l'ancienne culture indo-iranienne.

### La période achéménide et l'empire séleucide
L'émergence de l'empire achéménide en Perse, empire fondé par Hakhamanis (Sakhamani en sanscrit signifiant « celui qui a des amis ou alliés ») provoqua le passage sous domination perse de parties entières de l'Inde du Nord-Ouest. Des émissaires indiens étaient à la Cour de Cyrus le Grand (Kurush : 590 - 529 av. notre ère) dont l'empire s'étendait à l'Est jusqu'à Gandhara et au Sind. On croit savoir aussi que lorsque Cyrus fut menacé par Crésus, il reçut l'aide militaire d'un roi indien. Sous Darius Ier (Darayawus : 521 – 485 av. notre ère), des inscriptions firent état de relations entre Perse et Inde. L'inscription de Behistun (anciennement Bagastana, « endroit des Dieux » ou en sanscrit Baghasthana), attestée en 518 av notre ère, inclut le Gandhara dans la liste de ses pays vassaux. Ici, Darius dit que sa langue est la langue aryenne. L'inscription de Persépolis mentionne le Pendjab comme faisant  partie de l'empire perse. L'épigraphe de Naghsh–e Rostam décrit l’Inde comme le 24e État de l'empire perse. La province indienne de Darius était réputée la plus riche de l'empire.
Hérodote témoigne de la richesse et de la densité de la population indienne et du tribut payé à Darius. « La population de l'Inde est de loin la plus nombreuse de celles que l'on connait et ils ont payé une somme plus importante, en proportion, que les autres peuples : 360 talents de poussière d'or ». Hérodote mentionne aussi le contingent indien des armées perses, constitué de fantassins, cavaliers, et chars. Plus tard, il sera fait mention d'éléphants. On pense que les indiens (ceux du Nord-Ouest de l'Inde, de la Bactrie et du Gandhara) ont combattu avec les Perses contre les Grecs sous Xerxès Ier ou Khashayarsha, successeur de Darius, sur les champs de bataille de Platées et Marathon.
L'art et l’architecture achéménides eurent aussi une forte influence sur l'Inde. Avant la période historique d'Ashoka, on ne connaît pas d'épigraphie en Inde. Il a été suggéré qu'Ashoka eut l'idée de proclamer des décrets en s'inspirant des empereurs Achéménides, surtout de Darius. Les piliers, avec leurs chapiteaux animaliers (beaux exemples de l'art impérial mauryen) ont subi l’influence des piliers achéménides. Ce moyen de propager des messages officiels et le style individuel des inscriptions font penser à la fois à l'influence Perse mais aussi hellénistique.
Le commerce se développa surtout parce que les Achéménides introduisirent la monnaie, ce qui facilita les échanges. L'Inde exportait des épices telles que le poivre noir et importait d'Iran  des pièces d'or et d'argent. On cultivait la vigne dans les Himalayas de l'Ouest, car on faisait venir le raisin de Perse tout comme l'amande et la noix. L'un des plus vieux mots indiens relatifs à la pièce de monnaie (et aussi pour une petite unité de poids) est la Karsa. Il est d'origine perse.
D'après Hérodote, Artaxerxès Ier (Artakshathra) exempta de l'impôt les habitants de quatre villages Babyloniens car ils élevaient des chiens indiens en vue de la chasse et de la guerre. Le chien fut rarement traité comme animal domestique. On ne le mentionne qu'une fois, avec respect, dans la littérature indienne ancienne : dans la Mahabharata, lorsque les cinq Pandavas et leur épouse Draupadi emmènent leur chien dans leur pèlerinage ultime vers le ciel et que leur frère aîné Yudhisthira refuse d'y entrer sans son fidèle compagnon. Certains pensent que cet épisode témoigne de l'influence iranienne car, pour les Zoroastriens, le chien était un animal sacré.
En 330 av. notre ère, Alexandre le Grand vainquit Darius III. À la bataille décisive de Gaugamèles, des soldats indiens montés sur 15 éléphants combattirent aux côtés de Darius. Puis Alexandre marcha sur l'Inde. Chandragupta Maurya, qui fonda la dynastie Maurya, entretenait de bonnes relations avec le successeur du vainqueur Macédonien en Perse. Séleucos Nicator, le dirigeant grec de la Perse envoya Mégasthène comme émissaire officiel de la Perse Hellénique à la cour de Pataliputra, siège des Mauryas en Inde. On trouvait aussi des nobles persans à la cour des rois Mauryas. Un Perse, Tushaspa, figurait à la cour de Chandragupta Maurya.
L'écriture Kharoshti fut introduite par les Perses dans la province-frontière du Nord Ouest et fut utilisée jusqu'au IVe siècle de notre ère.

### Les périodes parthe et sassanide
L'empire parthe s'impliqua beaucoup dans ses relations culturelles et commerciales avec l'Inde. Dans les dernières périodes de cet empire, on appelait « Inde blanche » les régions frontalières de Kaboul, Kandahar et du Sistan qui formaient une partie du Gandhara. Le nom « Gujarat » qui a donné naissance à la région à l'ouest de l'Inde est associé à la tribu Gujjar, descendant en partie des Indo-Scythes ou Sakas (peuples iraniens) et qui a combattu l'Empire Parthe. L'histoire du Gujarat de 78 à 400 de notre ère est parfois dénommée la période Khsatrapa (Satrap) où la suzeraineté de l'Empire parthe fut progressivement remplacée par les Sakas. Les maîtres Indo-Scythes de cette époque s'appelaient Nahapana, Chashtana, Jayadaman et Rudradaman. Avec le temps, ils prirent des noms Hindu. On pense aussi que les Ranas d'Udaipur, chefs du clan Sisodia des Rajpoutes, sont d'origine iranienne et sont venus en Inde vers la fin du VIe siècle de notre ère. Les Pallavas (terme sanscrit pour Pahlavas) le sont peut-être aussi. On sait que Pulakesin II, roi Chalukya de Badami, a envoyé un ambassadeur à Khosrau II (Parviz) en 625 de notre ère.
La période sassanide perse (226-651 de notre ère) a coïncidé avec la période Gupta (308-651) en Inde. Les monarques sassanides entretinrent des relations avec l'Empire Gupta basé à Pataliputra. En Perse, on connaissait Pulakesin, chef du Dekkan. Les marchands Perses agissaient en intermédiaires dans les échanges commerciaux entre l'Inde et l’Europe. Une des fresques des cavernes d'Ajanta, près de Mumbaï représente un roi Hindou et des hommes en habits Sassanides.
On dit que le santal, le magenta, les coquillages, les coraux, les perles, l’or et l'argent s'échangeaient entre Perse et Inde. Bam, au Sud-Est de l'Iran était une grande ville commerciale et d'échanges sur la célèbre Route de la Soie qui reliait les itinéraires commerciaux de l'Inde vers l'Asie Centrale et la Chine en passant par l'Iran.
L'art Kushan et Gandhara contient des éléments Parthes et de l'Iran oriental. On distingue aussi des motifs sassanides dans l'art gupta. A contrario, le paon, les dragons, les coqs indiens ornent les monuments Sassanides. Les tuiles du monastère de Harvan, près de Srinagar sont décorées à la manière Sassanide, ce qui témoigne de l'influence Sassanide sur la vallée du Cachemire.
D'après le Shah Nameh de Ferdowsi (XIe siècle de notre ère), Bahram V, roi Sassanide du Ve siècle demanda au roi indien Shangol de choisir 12 000 « Luris » ou musiciens indiens pour les faire entrer en Perse. Aussi pense-t-on que ce sont là les ancêtres des nomades(iraniens/(perses). Ils répandirent la musique et la danse indienne en Iran. On a longtemps cru qu'ils avaient voyagé plus à l'Ouest, en Europe, durant les 4 à 500 ans qui ont suivi cette époque et qu'ils étaient les ancêtres des Roms d'Europe ou « Tsiganes ». On pense aussi que Bahram a visité l'Inde au Ve siècle de notre ère. Son épouse, indienne, est mentionnée par le poète persan Hakim Nizami Ganjavi dans son fameux livre Haft Paikar (« les Sept nombres ») relatant des exemples de mariages mixtes.
Il semble que c'est sous le règne du roi sassanide Khosrau (531-579 de notre ère) que les Indiens introduisirent le jeu d’échecs (Chaturanga, en sanscrit), connu en Perse sous le nom de Shatranj. Lorsque plus tard les Arabes envahirent la Perse, le jeu se répandit dans tout le Moyen-Orient puis en Europe. À l'origine, on jouait sur 64 carrés (astapada), avec un roi, un éléphant (la tour), un cheval (cavalier), un chariot (ou navire), et quatre fantassins (pions), ce qui correspondait aux quatre corps d'armée de l'Inde antique. À cette période aussi se développa un centre de recherches médicales perse à Jundishpour où se synthétisèrent la médecine ayurvédique indienne et la médecine grecque qu'apportèrent les chrétiens Nestoriens. Burzuya, médecin de Khosrau, fut envoyé en Inde pour y rapporter des ouvrages et recherches en médecine. Il rechercha le fameux « élixir de vie ». On dit qu'il rapporta des histoires du Panchatantra (collection ancienne de fables indiennes). Il les traduisit du Sanscrit en Pehlevi sous le nom de Kalileh va Demneh.
Le fameux traité de médecine Charaka Samhita, du nom du docteur Charaka, fut traduit en persan puis, au VIIe siècle, en arabe. Un vieux traité d'astronomie Pahlavi, basé sur des écrits de chercheurs indiens, le Zik-i-Shatro Ayar fut traduit en arabe par Al-Tamimi.
La topographie chrétienne de Cosmas Indicopleustès (VIe siècle) mentionne des églises au Kérala et à Ceylan dirigées par des prêtres perses, et un évêque perse à Kalliana (peut-être Cochin, en Inde). Les chrétiens indiens avaient embrassé le nestorianisme, alors très répandu en Perse. Les nestoriens étaient des missionnaires actifs et leurs moines avaient traversé l'Asie centrale pour fonder des églises en Chine. Ce sont probablement ces missionnaires qui, en suivant les marchands perses, ont été les principaux acteurs de la création de la communauté chrétienne en Inde du Sud.

## L'influence bouddhique dans la Perse préislamique
Le bouddhisme se répandit en Perse une centaine d'années après son apparition en Inde. Le roi Kushana Kanishka, au nord-ouest de l'Inde, était un défenseur zélé de la foi bouddhiste. Kanishka fréquentait l'école Gandhara d'art gréco-bouddhiste, qui introduisit les éléments grecs et perses dans l'iconographie Bouddhiste. Le Bouddhisme devint la religion de la province de l'Iran oriental, le Khorasan, du fait des empereurs Kushana. Le Bouddha Charita, légendaire biographie du Bouddha en sanscrit, composée par Ashva Ghosh, fut traduite en khotanais (langue du Hotan, Chine de l'Ouest) puis en sogdien (Ouzbékistan et Tadjikistan actuels, Samarcande), en parthe, puis en pehlevi, et enfin en arabe et autres langues. En Iran, l'histoire d'Ibrahim ibn Adham, prince ayant abandonné son royaume pour mener une vie religieuse, est calquée sur la vie du Bouddha.
En Asie centrale, il y avait interaction des langues, religions et cultures. À leur contact, le bouddhisme s'adapta, changea et se développa. Le chamanisme, le zoroastrisme, le christianisme nestorien et l'islam coexistèrent, dans une certaine mesure, avec le bouddhisme. Par exemple, les bodhisattvas du Mahayana, telle que l'Amitabha, ont pu s'inspirer, en partie, du zoroastrisme.
Il y a aussi des preuves d'un certain degré de syncrétisme entre le bouddhisme et le manichéisme, religion iranienne duale/binaire, fondée au IIIe siècle de notre ère par le prophète Mani. Le zoroastrisme et le bouddhisme se rencontrèrent en Inde du Nord-Ouest.
Il est probable que l'architecture et l'imagerie bouddhiste influencèrent et furent influencées par leurs homologues perses à mesure que le bouddhisme se répandit en Perse. Le « bleu turquoise » du Khorassan devint le symbole de « l'esprit lumineux de nature » (cittam prakriti -prabhasvaram) et les flèches des monastères bouddhistes étaient faites de turquoise, le bleu étant la couleur de la méditation. Les teintes de bleu porcelaine des bouddhistes de l'Asie orientale correspondaient aux degrés subtils de la contemplation. Des siècles plus tard, les musulmans de Perse adoptèrent cette tradition avec les mosquées bleues. Le temple Jandial près de Taxila était probablement Zoroastrien.
Au monastère d'Alchi, au Ladakh (Est du Cachemire), des peintures murales représentent en détail des motifs Sassanides brodés sur textiles. On peut les voir en médaillon en compagnie d'animaux mythiques. L'instrument de musique à cordes le plus ancien de Perse, une veena à cinq cordes en santal rouge, est conservé au monastère Todaiji à Nara (Japon). Elle est ornée d'un motif perse en émail nacré et représente un échange des cultures entre les mondes Perse et Bouddhiste.
Une polémique s'est installée sur les transferts de technologie nucléaire militaire entre l'Iran et l'Inde, bien que le Pakistan ait des relations avec l'Iran. L'Inde et l'Iran ont eu des discussions sur les armes nucléaires mais aucune preuve ne peut être avancée.
Dans les histoires de médecine tibétaine, Jivaka, médecin du Bouddha était le fils du roi Bimbisara. La légende dit qu'enfant, il vit un groupe d'hommes habillés de blanc et demanda à son père qui étaient ces hommes. Le roi répondit : « Ce sont des docteurs et ils protègent les gens des maladies ». Il voulut alors devenir docteur et demanda la permission à son père. Le roi l'envoya à Taxila. Ces hommes étaient de célèbres docteurs iraniens, comme l'attestent des textes Sanscrits.
La littérature bouddhiste influença aussi les premiers écrits perses. Les premiers poèmes perses créèrent des motifs mentaux abstraits rappelant la grâce des statues bouddhiques. Jusqu'au XIe siècle de notre ère, la poésie perse provenait du Khorassan, de Sogdiane, et d'autres régions proches, jadis pénétrées de l'esprit bouddhique. La métaphore de Bot (Bouddha) était constante et faisait exclusivement partie des premiers poèmes perses. L'expression faciale de « bot-e-mahruy » (statue au visage de lune) était la norme dans la peinture et la poésie perse. On pense que les Parthes ont traduit des textes sanscrits en chinois. An Shih-Kao était un prince parthe qui devint moine bouddhiste. Il arriva en Chine en 148 de notre ère et traduisit en chinois 95 œuvres sanscrites relatives au bouddhisme. 55 d'entre elles sont encore disponibles dans le tripitaka chinois (Dazangjing). An Huen, autre prince parthe, traduisit deux œuvres sanscrites en chinois en 181 de notre ère.

## La Perse islamique et l'Inde
Conquête islamique de la Perse et période du pré-sultanat en Inde
Au VIIe siècle, la dynastie Sassanide s'éteignit après la défaite des Perses face aux armées Arabes islamiques à Al-Qadisiyyah (637 de notre ère). À la suite de ces événements, une forte communauté de zoroastriens migra en Inde par le détroit d'Ormuz. En 712, les Arabes (Omeyyades) envahirent le Sind par l'Ouest dirigés par Muhammad bin Qasim.
Après l'avènement de l'Islam en Perse, le zoroastrisme disparut du pays. Ses adeptes fuirent la Perse pour se réfugier en Inde de l'ouest. C'étaient les ancêtres des Parsis d’Inde. Les Parsis commencèrent à arriver en Inde vers 636 av-notre ère. Ils s'établirent d'abord à Sanjan, à 160 km au Nord de Bombay. Ils y ont vraisemblablement construit un grand temple du feu en 790 de notre ère avec le feu qu'ils amenèrent d'Iran. Selon la légende Parsi, un groupe de réfugiés s'établit d'abord à Diu dans le Saurashtra, puis à Thane près de Bombay (Mumbai) au début du VIIIe siècle. De nos jours, les Parsis conservent des liens culturels avec l'Iran, voyagent à Téhéran, Yazd, Kerman en pèlerinage. De même, collaborent-ils avec l'Inde et le Pakistan en matière de politique, industrie, sciences et culture. Parmi les Parsis célèbres, notons Dadabhai Naoroji (trois fois président du Congrès national indien), le maréchal-en-chef Manekshaw, le savant spécialiste en énergie nucléaire Homi Bhabha, l'industriel JRD Tata, la famille Tata, l'écrivain Bapsi Sidhwa (Pakistan) et d'autres encore.
Durant le siècle qui suivit la conquête arabe du Sind, la culture hindoue influença les cultures arabes et perses islamiques. L'étude scientifique de l'astronomie en Islam débuta sous l'influence d'une œuvre indienne, Siddhanta, parvenue à Bagdad en 771, grâce à des traductions.
Vers 800 de notre ère, le traité Aryabhatiya du mathématicien et astronome Aryabhatta fut traduit en arabe sous le titre Zij-al-Arjabhar. Auparavant, en 722, le Brahmasphuta-Siddhanta et le Khandakhadyaka de Brahmagupta le furent aussi, à Bagdad. Aux VIIIe et IXe siècles, les Arabes prirent connaissance des chiffres hindous, du système décimal, ainsi que d'autres travaux astronomiques et mathématiques indiens : le système numérique indo-arabe était né.
Au Xe siècle, un pharmacien perse, Abu Mansur Muwaffaq ibn Ali al Harawi d'Herat, écrivit le Kitab'l Abniya an Haq'iq'l Adwiya (livre des Fondements et Vraies Propriétés des Remèdes).
Le livre utilisait des sources indiennes et l'on pense que c'est le plus vieil ouvrage en prose de la Perse moderne. En Iran, le mouvement Sh'ubia préservait les traditions non-Arabes iraniennes et se servait de leur savoir pour traduire, en arabe, des œuvres en sanskrit traitant de mathématiques, astronomie, médecine, et autres sciences. La grammaire arabe fut systématisée grâce à la grammaire sanskrite. Les Sahihs d'al-Bukhari et le Sunan d'al-Tirmidhi sont des compilations de Hadith, qui, dans leur version iranienne, semblent avoir été influencés par le bouddhisme. Les Hadith commencent par la formule « J'ai entendu dire… », ce qui est aussi le début de formulation des sutras du bouddhiques (sanskrit: evam maya shrutam — « ainsi ai-je entendu ») . Le terme srutam implique sainteté et gloire, comme les Hadith, qui pour les musulmans sont équivalents au Coran.
Les dynasties du Sultanat Islamique en Inde
Au XIe siècle, Mahmud de Ghazni conquit l'Inde par la Perse. L'islam qui s'y implanta subit donc une forte influence Perse mais, en retour, l'art, l'architecture iranien s'islamisèrent et les élites indiennes et perses s'agrégèrent autour de l'islam. Ghaznavi amena avec lui des poètes, artisans, et hommes de religion qui s'établirent en Inde. La ville de Lahore (dans l'actuel Pakistan), située au Pendjab devint un centre important de littérature perse, mais aussi d'art et de mysticisme.
À cette époque, Al-Biruni, se revendiquant d'origine iranienne chiite, né dans le Khwarizm (Nord du Grand Iran, dans l'Ouzbékistan actuel) se rendit en Inde, durant l'ère Ghaznavi. Il écrivit son fameux Kitab-ul-Hind en arabe, décrivant en détail les coutumes, traditions et mode de vie indiens. Plusieurs ouvrages indiens d'astronomie, mathématique et médecine avaient été traduits en arabe aux débuts de l'ère abbasside. Al-Biruni fait référence à ces textes. De langue khwarizmi (dialecte du Nord de l'Iran, avec influence turque), il connaissait le persan, l'arabe, l'hébreu, le syriaque et le sanskrit [44]. Il étudia des manuscrits sanskrits pour vérifier (l'existence) d'éventuelles œuvres arabes concernant l'Inde. Il écrivit vingt livres sur l'Inde (des originaux et des traductions) et un grand nombre de légendes puisées dans le folklore de la Perse antique et de l'Inde. Il s'intéressa beaucoup aux traditions du Samkhya Yoga (philosophie indienne) et à la Bhagavad Gita. C'est peut être le premier intellectuel « étranger » à avoir étudié en profondeur les Puranas (le Dharma Vishnou) [45]. Il traduisit l’al-Majest de Ptolémée et la Géométrie d'Euclide en sanskrit [46].
Entre 1206 et 1687 de notre ère, différentes dynasties musulmanes apparurent en divers endroits de l'Inde. Les Turcs, Tartares et Arabes ayant été influencés par la culture perse vinrent en Inde. Plusieurs intellectuels perses de Tabriz, d'Ispahan rendirent visite aux cours royales d'Inde sous la dynastie khilji (XIVe siècle). [43].
L'influence persane sur l'astronomie indienne date de la seconde moitié du XIVe siècle. En 1370, Mahendra Suri, un astronome de cour du sultan Feroz Shah Tughlaq (1351-1388), écrivit un traité (Yantraja) décrivant la construction et l'emploi de l'astrolabe, que les astronomes arabes avaient développé. De même Kamalakara, autre astronome indien, d'influence persane écrivit un traité d'astronomie (Siddhanta-tatva-viveka). Enfin, Sawai Jai Singh II montra un vif intérêt pour l'astronomie persane [47].
À cette période, divers textes philosophiques, religieux Hindous et Jaïnistes furent traduits en persan depuis le sanskrit et le prakrit (les Ramayana, Mahabharata, Upanishads, Bhagavad Gita, Nalopakhyana, Bhagavata Purana, Vishnu Purana, Shiva Purana…)[48]
La période moghol-safavide
Au XVIe siècle, en Iran, une période de troubles fit place à l'avènement de la dynastie Safavide et, dans le même temps, l'empire moghol vit le jour en Inde. L’Inde et l'Iran devinrent alors deux grandes puissances. Leurs rapports recoupaient plusieurs domaines tels la politique, la diplomatie, la culture, la littérature, le commerce, la religion. On parlait persan à la Cour moghole(e). Les lettrés perses venaient à la Cour moghol(e) et l'empire moghol s'attirait les services de personnalités perses.
Les liens entre les deux empires virent l'alliance du Shah Ismaïl Ier et de Babur ainsi que l'amitié du Shah Tahmasp Ier et Humayun. Babour, un Timouride de la région Ouzbek de Samarkand se fit aider par Ismaïl et s'établit d'abord à Kaboul puis à Delhi et Agra. [50]. On pense que durant l'occupation de Samarkand (1511-1512), Babour fit frapper de la monnaie portant des légendes chiites et le nom « Shah Ismaïl Safavi ». C' était un poète persan accompli et fréquentait les poètes persans. Il invita Khwand Amir, célèbre historien de la ville d'Hérat, à venir à la Cour. Il fut pour beaucoup dans l'amitié existant entre son fils Humayun et Bairam Beg, un chiite. [51]. L'Islam chiite devint religion d'état en Iran [49].
Après sa défaite face à l'Afghan Sher Shah Suri, Humayun s'enfuit en Iran et ne put retourner en Inde qu'avec l'aide de l'armée du roi Safavide Tahmasp Ier. Sur le chemin du retour, Humayun s'empara de Kandahar, des mains de son demi-frère Mirza Kamran en 1545. Il la livra aux Perses, comme convenu, puis la reprit.(à sa mort, en 1556, elle redevint perse). Il prit Kaboul, visita le Sistan, Hérat, Jam, Mashhad (Méched), Kasvin, Tabriz… Une inscription qui date de 1544 existe à Turbat-I-Jam. Il s'y décrit comme un « vagabond aux mains vides » [52]. Durant son séjour en Perse, Humayun dut accéder à la demande de Tahmasp Ier de se convertir au chiisme. On pense qu'il est revenu à la foi sunnite à son départ de Perse.

## Les relations actuelles

### Relations économiques
Les relations économiques entre les deux pays sont dominées par le sujet du gazoduc.
Après le renforcement en 2018 des sanctions américaines ciblant l'Iran, que l'ensemble de la communauté internationale est contrainte d'appliquer, les importations de pétrole iranien par l'Inde chutent de 40 % en une année. L'Inde retire également ses investissements du port de Tchabahar, compromettant l'avenir commercial de celui-ci. Ces sanctions ouvrent de marchés à l'Arabie saoudite, dont les relations commerciales avec l'Inde ont doublé, passant de 14 à 28 milliards de dollars.

### Vote de l'Inde contre l'Iran concernant le nucléaire
Au sujet de la situation de l'Iran à propos du nucléaire aux Nations unies, l'Inde devra tôt ou tard prendre une décision stratégique finale.
D'un côté, l'Inde et l'Iran sont des alliés naturels face à un conflit éventuel avec le Pakistan. La rupture Iran-Pakistan apparut lorsque le Pakistan soutint ouvertement les Talibans en Afghanistan. Malgré la vente de centrifugeuses à l'Iran par le Pakistanais A.Q. Khan, le Pakistan réfute l'idée que ceci constitue un transfert de technologie, insinue que Khan a agi seul et que la vente ne signifie nullement un pacte stratégique entre les deux pays. Au cours d'une visite présidentielle iranienne en Inde, un rapport fut divulgué, selon lequel l'Inde allait avoir accès aux aérodromes iraniens, au cas où de fortes tensions apparaîtraient entre l'Inde et le Pakistan.
Or, l'Inde vota contre l'Iran à l'AIEA, en 2005. Cela stupéfia l'Iran. « Une blessure ! ». Ali Larijani déclara: « L'Inde était notre amie ! ». Des éditorialistes comme Jorge Hirsch pensent qu'à la différence de la Chine et de la Russie, « l'Inde pourrait vraiment succomber aux avances américaines comme celles concernant le nucléaire, car ses dirigeants myopes ne se rendent pas compte qu'ils commettent un suicide national en entrant dans ce marchandage nucléaire avec les États-Unis » (Jorge Hirsch, interview 12 avril 2006.)
Cependant, Washington espère un soutien de la part de l'Inde, qui fait partie du conseil de direction de l'IAEA. Ce soutien est crucial pour obtenir une majorité importante et proposer de porter l'affaire au Conseil de Sécurité en vue d'une action punitive efficace contre l'Iran. Greg Schulte, ambassadeur américain à l'IAEA, déclara: « la voix de l'Inde pèsera beaucoup… J'espère que l'Inde se joindra à nous pour affirmer clairement que nous nous  inquiétons du programme nucléaire iranien. » Schulte ne nia pas que l'accord indo-américain sur le nucléaire était la condition nécessaire au soutien de l'Inde aux États-Unis concernant l'Iran. Des officiels indiens ne sont pas tellement favorables à cet accord et redoutent ses conséquences sur les relations indo-iraniennes. En appréciant la situation vis-à-vis de l'Iran, un officiel américain de haut rang déclara au New York Times que les Indiens [étaient] en train d'émerger de leur statut de non-alignés et de devenir une grande puissance. Ils doivent commencer à penser à leurs responsabilités. Ils ont à faire un choix important.

### Les hindouistes en Iran
En 2005, il y avait environ 70 000 hindouistes en Iran, soit 0,05% de la population du pays. C'est un groupe très ancien en Iran, dont les origines remontent au moins à -500 avant Jésus Christ. Ils parlent presque tous le farsi en langue maternelle, ou le baloutche, et ne se différencient guère des autres Iraniens. Il y avait 100 000 Hindouistes en Iran en 1979. La minorité est reconnue et dispose d'élus et pourrait avoir un député d'ici à 2017, alors que les Juifs, moins nombreux, entre 20 000 et 25 000 personnes en ont déjà un. Au contraire de l'Inde, les Hindous d'Iran ne sont généralement pas végétariens, et suivent généralement les autres pratiques alimentaires des Iraniens, à l'exception du Ramadan. Ils sont très bien intégrés à la population locale, contrairement au Pakistan, où des discriminations existent. ils sont perçus en Iran globalement comme les Zoroastriens, comme l'une des plus vieilles religions de la Perse antique. À tort, les Hindous d'Iran sont perçus par les Occidentaux comme des Hindous qui viendraient d'Inde du fait de l'immigration, alors que ce n'est pas le cas, car ce sont des habitants locaux, souvent issus de l'ethnie Persane, ou Baloutche. L'Iran ne connait pas la rivalité que peuvent avoir les Pakistanais et les Indiens, phénomène qui est propre à ces deux nations, et en Iran, les Hindouistes sont bien plus nombreux que les Zoroastriens. L'Inde s'est beaucoup impliquée d'un point de vue diplomatique pour faire lever les sanctions contre l'Iran, qui prennent fin en 2015, car l'Inde vise aussi le marché iranien, et de même, les Iraniens souhaitent étendre les relations commerciales entre les deux pays.
En 2018, l'ayatollah iranien Ali Khamenei s'est insurgé contre la façon dont le gouvernement indien traite les Cachemiris.
Article connexe
- Relations entre l'Iran et le Pakistan